# Dictature militaire
« Junte militaire » redirige ici. Ne pas confondre avec Junte.
 (février 2011).
Si vous disposez d'ouvrages ou d'articles de référence ou si vous connaissez des sites web de qualité traitant du thème abordé ici, merci de compléter l'article en donnant les références utiles à sa vérifiabilité et en les liant à la section « Notes et références ».
- Républiques à régime présidentiel
- Républiques à régime présidentiel liées à un régime parlementaire
- Républiques à régime semi-présidentiel
- Républiques à régime parlementaire (république parlementaire)
- Républiques où la constitution n'accorde le droit à gouverner qu'à un parti unique ou un parti dominant (État communiste)

- Monarchies constitutionnelles dans lesquelles le monarque n'exerce que peu ou pas le pouvoir (le monarque a souvent une autorité constitutionnelle et morale élevée)
- Monarchies semi-constitutionnelles dans lesquelles le monarque exerce la majorité des pouvoirs, souvent avec un parlement disposant de faibles pouvoirs
- Monarchies absolues

- Dictatures militaires

- Autres systèmes (gouvernements provisoires)
- Pas de gouvernement

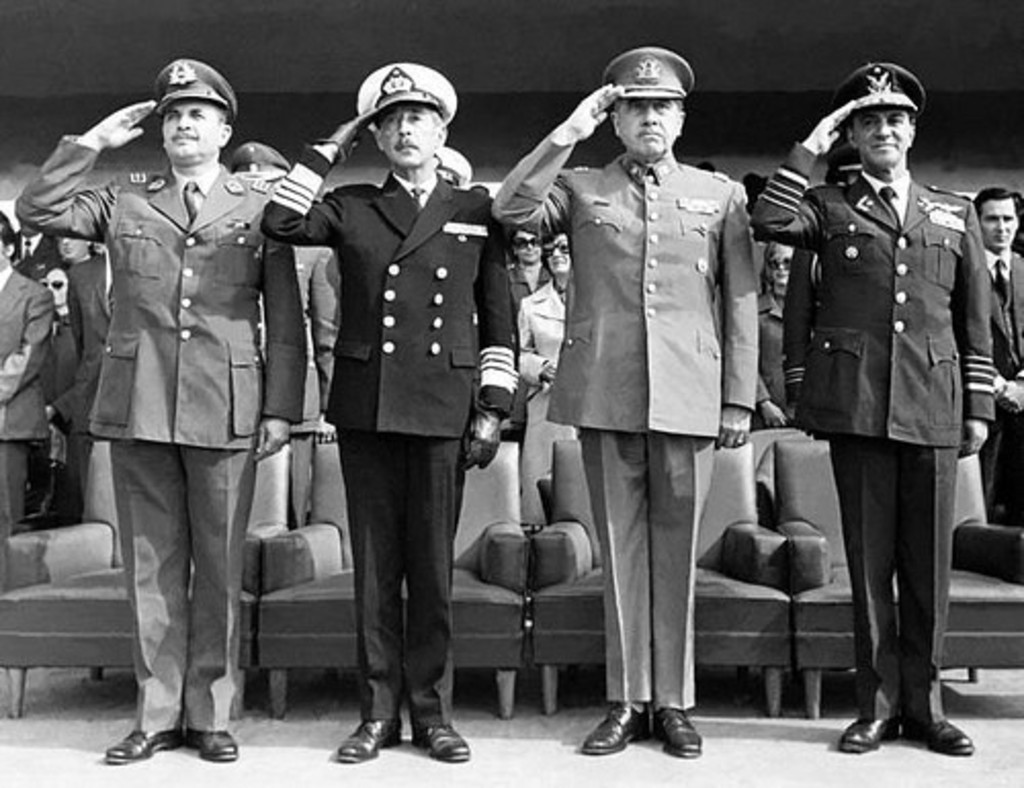
Junte militaire chilienne en 1973. (de gauche à droite : César Mendoza, commandant en chef des Carabiniers ; José Toribio Merino, commandant en chef de la marine ; Augusto Pinochet, commandant en chef de l'armée ; Gustavo Leigh Guzmán, commandant en chef des forces aériennes.)

Une dictature militaire est un gouvernement dictatorial dirigé directement par des membres de l'armée et généralement instauré à la suite d'un coup d'État.
Le groupe de militaires qui dirige cette dictature, si le pouvoir est partagé entre plusieurs officiers, est connu sous le nom de junte militaire, de l'espagnol junta. Le terme de junte renvoie en effet à l'origine à un type de dictature militaire en Amérique latine (d'où l'origine du mot) qui est géré par un groupement de chefs des armées.

## Description
Le Bas-Empire romain peut être considéré comme une dictature militaire en ce sens que l'armée plaçait l'homme de son choix à la tête de l'Empire, même sans son consentement (l'espérance de vie de l'empereur étant très limitée à cette époque).
Les autres dictatures militaires sont aux mains d'un seul officier ou groupe d'officiers, qui est généralement le plus haut gradé.
Au Moyen-Orient et en Afrique, les gouvernements militaires ont été pour la plupart imposés par une personnalité puissante et sont des autocraties en plus de dictatures militaires. Des chefs comme Idi Amin, Kadhafi, Nasser, Boumédiène ou Moussa Traoré développèrent le culte de la personnalité et devinrent le visage de la nation aussi bien à l'intérieur qu'à l'extérieur de ses frontières.
La plupart des dictatures militaires ont été formées à la suite d'un coup d'État par lequel elles ont renversé le gouvernement précédent.
Dans le passé, les juntes ont justifié leurs actions et les lois qu'elles imposaient comme étant le moyen de ramener la stabilité politique de la nation, voire de la sauver des idéologies dangereuses. En Amérique latine, la peur du communisme fut généralement utilisée, alors qu'au Moyen-Orient, les dangers venant de l'intégrisme islamique furent des arguments importants. Les régimes militaires tendent à se décrire comme non-partisans, comme des partis neutres pouvant fournir un gouvernement d'intérim en période trouble, et tendent également à dépeindre les hommes politiques civils comme corrompus et inefficaces. L'une des caractéristiques presque universelle des gouvernements militaires est l'institution de la loi martiale ou d'un état d'urgence permanent.
Bien qu'il existe des exceptions, les régimes militaires sont souvent peu respectueux des droits de l'homme et utilisent tous les moyens pour réduire au silence les opposants politiques. L’Amérique latine, l'Afrique et le Moyen-Orient sont des zones qui ont fréquemment connu des dictatures militaires. L'une des raisons de ceci est que l'armée présente souvent plus de cohésion et de structure que la plupart des institutions civiles.
L'Asie du Sud-Est aussi a connu, et connaît encore des dictatures militaires. Les cas du régime de Soeharto, qui a dirigé l'Indonésie de 1965 à 1998, et de la Thaïlande, qui a connu de nombreux coups d'État militaires depuis 1932, s'expliquent essentiellement par le contexte de la Guerre froide et du soutien des États-Unis à des régimes anticommunistes. Cependant, l'anti communisme ne motive pas la prise du pouvoir du général Prayut Chan-o-cha lors du coup d'État militaire en Thaïlande et l'instauration de la loi martiale datant du 20 mai 2014, celui-ci étant condamné par les États-Unis et la majorité des pays occidentaux.
Dans la seconde partie du XXe siècle, l'Amérique du Sud connaît plusieurs juntes militaires : la junte militaire de Colombie (1957-1958), la dictature militaire brésilienne (1964-1985), la dictature militaire chilienne (1973-1990) ou encore la dictature militaire argentine (1976-1983). En Europe, ce type de régime était plus rare, mais pas inexistant, comme l'atteste l'instauration de la dictature des colonels en Grèce en 1967 par Geórgios Papadópoulos, qui durera jusqu'en 1974.
On peut contraster les dictatures militaires avec les autres formes de dictatures. Par exemple, dans la plupart des États communistes, le centre du pouvoir reste contrôlé par des civils et des mesures (comme les commissaires politiques et des rotations fréquentes) sont prises pour qu'une formation militaire ne puisse exercer une autorité indépendante.
Depuis les années 1990, les dictatures militaires sont devenues moins courantes. Les raisons à cela sont qu'elles n'ont plus autant de légitimité internationale, et que les militaires qui avaient alors dirigé les pays ne s'impliquent plus dans le débat politique. Mais c'est surtout la fin de la Guerre froide et l'effondrement de l'Union soviétique qui firent qu'il leur est désormais plus difficile de brandir la peur du communisme pour justifier leurs actions, ou pour obtenir le soutien de pays étrangers.
Quand la Guerre froide commença à s'essouffler, les gouvernements militaires d'Amérique latine furent remplacés par des démocraties. Au Moyen-Orient, des régimes tels que la Syrie et l'Égypte se sont tournés vers d'autres formes de despotisme.
Aujourd'hui, existe en Égypte le parti salafiste Al-Nour arrivé à la fin des élections en 2011 avec 25% des voix, ce parti est dans la continuité de la dictature militaire déjà présente auparavant. Cette augmentation importante en popularité au sein de la population égyptienne a créé une relation ambiguë avec les Frères musulmans qui étaient en place à l'époque. Survient alors un coup d'état le 3 juillet 2013, qui renverse les Frères musulmans. En effet, le projet du parti Al-Nour était de renverser Mohamed Morsi, celui-ci était donc près à s'allier au candidat improbable Abd al-Mun'Im Abd al-Futuh, qui était plus souple en ce qui concernait l'islam, contrairement au parti Al-Nour. Celui-ci a donc rejoint la coalition anti-frère et a appelé à voter « oui » pour le référendum sur la constitution. Il fit ensuite campagne pour Al-Sissi, qui est aujourd'hui à la tête du pouvoir en Égypte et qui gouverne le pays militairement lorsque celui-ci a décidé de se présenter à la présidentielle de 2014.

## Exemples
Les pays suivants sont dirigés par des militaires. À l'exception de la Birmanie (coup d'État de 2021 en Birmanie), du Burkina Faso (coup d'État de septembre 2022 au Burkina Faso), de la Guinée (coup d'État de 2021 en Guinée), du Mali (coup d'État de 2020 au Mali), du Soudan (révolution soudanaise) et du Niger (coup d'État de 2023 au Niger), ils ont tous organisé des élections, considérées comme plus ou moins libres, qui les ont maintenus au pouvoir :
- Birmanie, Min Aung Hlaing (Premier ministre et président du Conseil administratif d'État)
- Burkina Faso, Ibrahim Traoré (président du Mouvement patriotique pour la sauvegarde et la restauration)
- Égypte, Abdel Fattah al-Sissi (président)
- Gabon, Brice Oligui Nguema (président)
- Guinée, Mamadi Doumbouya (président du Comité national du rassemblement pour le développement)
- Guinée équatoriale, Teodoro Obiang Nguema Mbasogo (Président)
- Mali, Assimi Goïta (vice-président puis président de la Transition)
- Niger, Omar Tchiani (président du Conseil national pour la sauvegarde de la patrie)
- Ouganda, Yoweri Museveni (président)
- République du Congo, Denis Sassou-Nguesso (président)
- Soudan, Abdel Fattah Abdelrahmane al-Burhan (président du Conseil de souveraineté)
- Tchad, Mahamat Idriss Déby (président du Conseil militaire de transition)